# Hrabstwo Chester (Karolina Południowa)
Hrabstwo Chester – hrabstwo w stanie Karolina Południowa w USA. W 2010 roku populacja wynosiła 33 140. Centrum administracyjnym hrabstwa jest Chester.

## Miasta
- Chester
- Fort Lawn
- Great Falls
- Lowrys
- Richburg

## CDP
- Eureka Mill
- Gayle Mill